# Fermata (토이의 음반)
《Fermata》는 대한민국의 음악인 유희열의 1인 프로젝트 그룹 토이의 다섯 번째 정규앨범으로, 1999년 발매된 《A NIGHT IN SEOUL》 이후 2년 5개월 만의 정규 앨범이다. 
'Fermata'란 음악용어로 늘임표라는 뜻으로서, 앨범에서 유희열은 '쉼'이란 단어로 이 앨범을 소개하고 있다. 참여한 객원 보컬은 이소은, 김형중, 조트리오(조규천, 조규만, 조규찬), 윤상, 성시경, 조원선, 이적, 이승환(가명 이철민으로 참여) 등이고, 토이의 원년멤버인 윤정오도 오랜만에 앨범에 참여하였다.
타이틀 곡은 〈좋은 사람〉이었으며, 이 후 유희열이 보컬을 맡은 곡 〈내가 남자 친구라면〉이 뮤직비디오로도 제작되었다.

## 수록곡 목록
전체 작곡: 유희열
| #            | 제목                                            | 작사         | 보컬                             | 재생 시간 |
| ------------ | ----------------------------------------------- | ------------ | -------------------------------- | --------- |
| 1.           | 〈Fermata〉                                     |              | 이소은, 유희열                   | 4:11      |
| 2.           | 〈그대 먼 곳만 보네요〉 (〈좋은 사람〉 Prelude) |              |                                  | 0:36      |
| 3.           | 〈좋은 사람〉                                   | 유희열       | 김형중                           | 4:26      |
| 4.           | 〈내가 남자 친구라면〉                          | 유희열       | 유희열                           | 5:19      |
| 5.           | 〈언젠가 우리 다시 만나면〉                     | 유희열       | 김연우                           | 4:39      |
| 6.           | 〈안녕 이제는 안녕〉                            | 유희열       | 윤정오                           | 5:14      |
| 7.           | 〈Complex〉                                     | 유희열       | 조트리오(조규만, 조규찬, 조규천) | 5:12      |
| 8.           | 〈그 끝엔 너〉                                  | 유희열       | 윤상                             | 4:57      |
| 9.           | 〈목소리〉                                      | 유희열       | 유희열                           | 4:17      |
| 10.          | 〈첫사랑〉                                      |              | 최진우, 박인영, 유희열           | 6:22      |
| 11.          | 〈기다립니다〉                                  | 유희열       | 조원선(롤러코스터)               | 5:10      |
| 12.          | 〈마지막 노래〉                                 | 유희열       | 김연우                           | 4:32      |
| 13.          | 〈잊진 않았겠죠?〉                              |              |                                  | 1:58      |
| 14.          | 〈소박했던, 행복했던〉                          | 유희열       | 성시경                           | 4:58      |
| 15.          | 〈두사람〉                                      |              |                                  | 2:04      |
| 16.          | 〈모두 어디로 간걸까?〉                         | 유희열       | 이적                             | 4:29      |
| 17.          | 〈좋은 사람 sad story〉                         | 유희열       | 이승환                           | 5:45      |
| 18.          | 〈미안해〉                                      | 유희열       | 유희열                           | 3:06      |
| 총 재생 시간 | 총 재생 시간                                    | 총 재생 시간 | 총 재생 시간                     | 77:44     |

## 참여
이 목록은 해당 앨범의 부클릿 〈staff〉목록에서 발췌하였다.
| 토이 - 유희열 - 프로듀서, 믹싱(2), 보컬(1, 4, 10, 18), 각종 악기(1, 3, 4, 7, 10, 12, 16), 컴퓨터 프로그래밍(1, 3, 4, 6, 7, 10, 12, 16~18), 피아노(5, 6, 9, 10, 14), 현악 편곡(5, 6), 멜로디언(10), 코러스(11), 건반(13) 참여 음악인 - 박인영 - 현악 편곡(2, 9, 11, 14, 17) - 함춘호 - 기타(3~5, 7, 9, 12, 13), 멜로디 라인(3) - 강성호 - 코러스(3, 4, 9) - Light Cube - 각종 악기(1, 3, 4, 7, 10, 12, 16), 컴퓨터 프로그래밍(1, 3, 4, 6, 7, 10, 12, 16) - 김정열 - 베이스 기타(4, 5) - 신석철 - 드럼(5) - Imade Hiroshi - 하모니카(5, 17) - 엄세희 - 바이올린(6) - 김소린 - 첼로(6) - 장효석 - 색소폰(7, 12) - 김광민 - 피아노(8) - 신현권 - 베이스 기타(9, 17) - 강수호 - 드럼(9, 17) - 이상순 - 기타(11) - 최진우 - 베이스(11) - 이도헌 - 드럼(11) - 롤러코스터 - 코러스(11) - 함상욱 - 리코더(13) - 김정열 - 콘트라베이스(15) - 이성렬 - 기타(16, 17) - 이적 - 코러스(16) | 스탭 - Light Cube - 공동 프로듀서 - 김한구 - 믹싱(1, 6) - Dr. Ko - 믹싱(3, 4, 7~10, 12, 15~18) - 윤정오 - 믹싱(5, 11, 13, 14) - 장지복, 김원진, 김경환 - 보조 기술 - 심상원 외 23인 - 현악 - 녹음, 믹싱 스튜디오 - 서울 스튜디오, 드림 팩토리 스튜디오, 하나 스튜디오 - 장지복, 김정도 - protool 에디트 - Antonio Baglio(Nautilus 스튜디오, 이탈리아) - 마스터링 - 전상진, IO MUSIC - 이그제큐티브 프로듀서 - 정동인, Toy Music - 프로젝트 프로듀서 - 안성진 with Jam - 사진 - 이정훈, 김태은 - 사진 보조 - 김희수 - 사진, 아트 디렉터, 디자인 - 이우만, 지효섭 - 디자인 보조 - 김효은 - 스타일리스트, 코디네이터(대한민국) - 김태은, 김현섭 - 코디네이터(이탈리아) - 최희숙 - Nautilus 스튜디오 편곡 - 정동인, 김영환 - 매니지먼트 - 김상태, 최문용, 김범수, 김영준, 고한석, 이정은, 장윤주 - 뮤직비디오 스탭 |